# 尼瑟河
51°55′2.62″N 9°8′24.08″E / 51.9173944°N 9.1400222°E

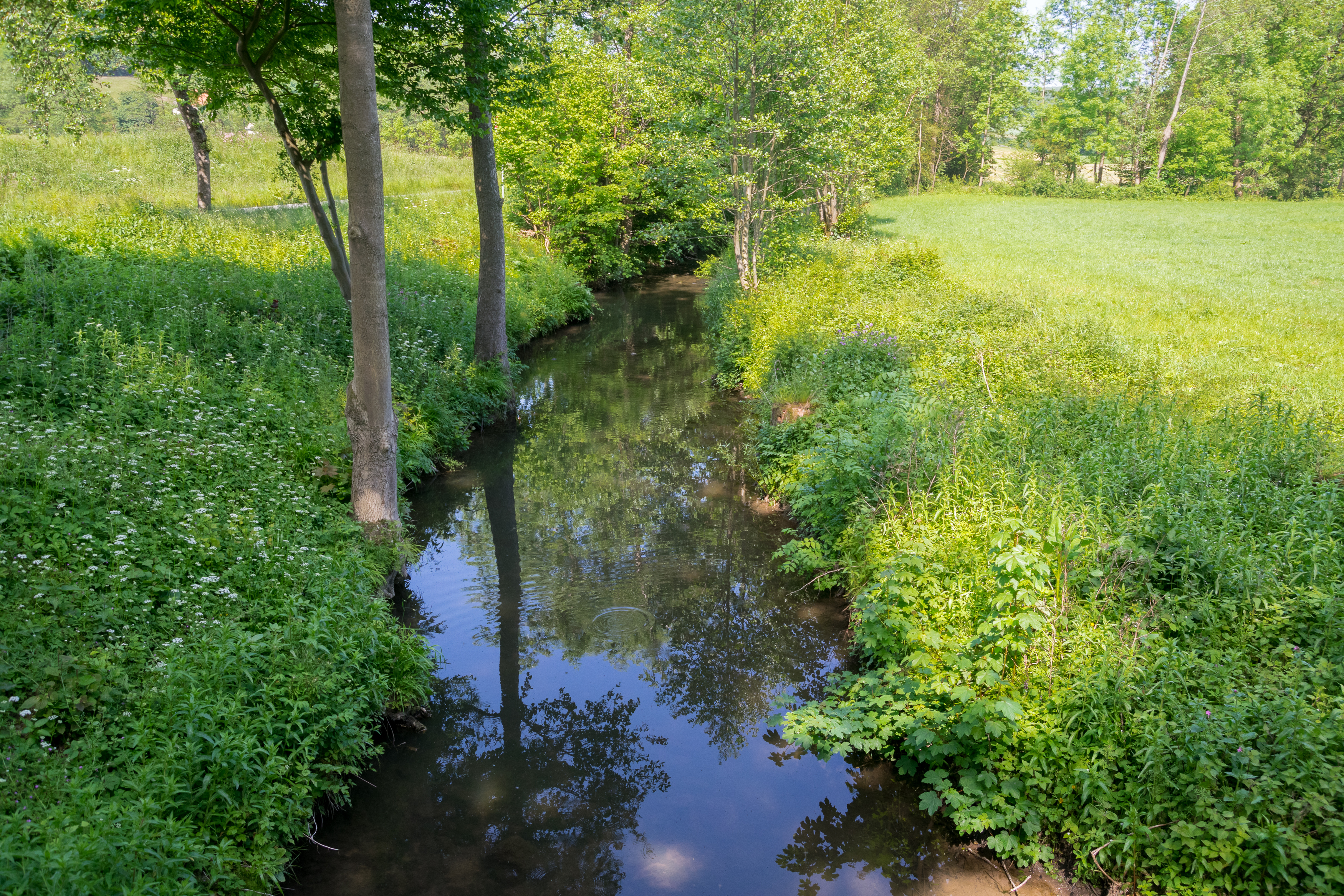

尼瑟河（德語：Niese）是德國的河流，位於該國西部，處於北萊茵-威斯特法倫州，屬於埃默河的右支流，河道全長25.7公里，流域面積69.6平方公里，河口處在希德-施瓦倫貝格。